# Голлівудський розклад
Голлівудський розклад (англ. Hollywood Shuffle) — американська комедія 1987 року.

## Сюжет
Боббі Тейлор хоче стати визнаним актором. Від Сема Спейда і Шекспіра до супергероїв — всі ці ролі йому по плечу. Він просто хоче переконати Голлівуд, що гангстерами, невільниками і «героями в дусі Едді Мерфі» не обмежуються його таланти.

## У ролях
- Роберт Таунзенд — Боббі Тейлор / Джаспер / Спід / Сем Ейс / Рембро
- Крейгус Р. Джонсон — Стіві Тейлор
- Хелен Мартін — бабуся Боббі
- Старлетта Дюпуа — мати Боббі
- Марк Фігуроа — комедійний батько / клієнт 2
- Сара Кайте Кохлан — комедійна подруга / актриса
- Шон Міхал Флінн — комедійний хлопець
- Бред Сандерс — Бетті Бой
- Девід МакНайт — Дядько Рей
- Кінен Айворі Веянс — Дональд / Джері Курл
- Деймон Веянс — Охоронець № 2 / Віллі
- Лу Б. Вашінгтон — Тіні
- Джим Бівер — почтар